# Pleurotomella granuliapicata
Pleurotomella granuliapicata é uma espécie de gastrópode do gênero Pleurotomella, pertencente a família Raphitomidae.